# 道特淖尔镇
道特淖尔镇，是中华人民共和国内蒙古自治区锡林郭勒盟东乌珠穆沁旗下辖的一个乡镇级行政单位。

## 行政区划
道特淖尔镇下辖以下地区：
新庙社区、哈达图嘎查、巴彦高勒嘎查、巴彦宝拉格嘎查、道特淖尔嘎查、乌兰图嘎嘎查、巴彦图嘎嘎查、汗敖包嘎查、乃日木德勒嘎查、巴彦乌拉嘎查和吉尔嘎郎图嘎查。